# Rafael Paullier
 (mai 2024).
Rafael Paullier Martinez (né le 24 février 1932 à Montevideo) est un cavalier uruguayen de concours complet.

## Carrière
Rafael Paullier participe aux Jeux olympiques d'été de 1960 à Rome.  Il termine 24e de l'épreuve individuelle, tandis que l'équipe d'Uruguay est éliminée de l'épreuve par équipes.
En 1982, il est délégué technique de la fédération uruguayenne.